# St. Anna (Hechendorf)

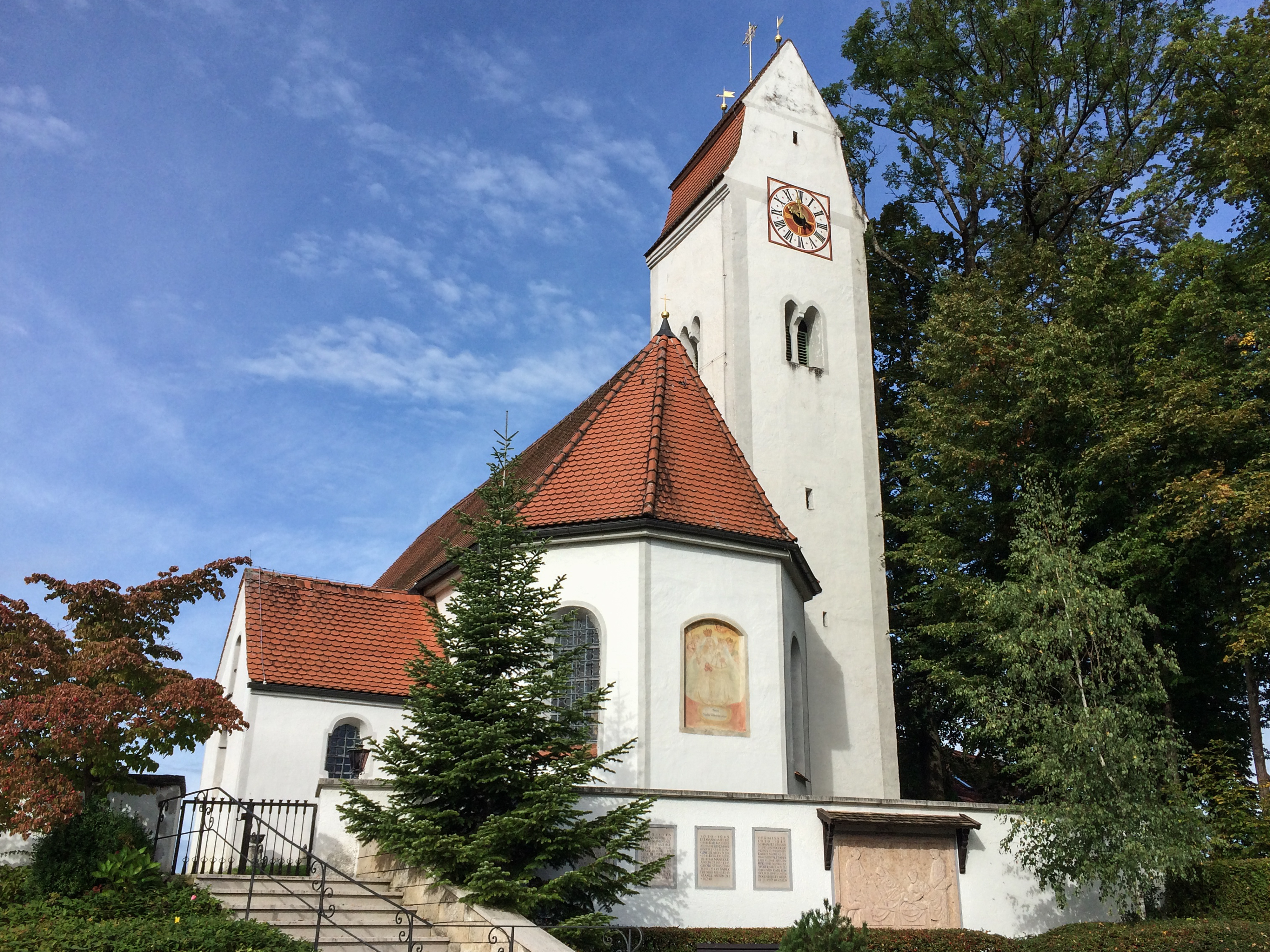
St. Anna von Osten

Die katholische Filialkirche St. Anna steht im Murnauer Ortsteil Hechendorf im oberbayerischen Landkreis Garmisch-Partenkirchen. Das denkmalgeschützte Gotteshaus gehört als Teil der Pfarrei St. Nikolaus Murnau zum Dekanat Benediktbeuern im Bistum Augsburg. Die Adresse lautet Partenkirchner Straße 12.

## Geschichte

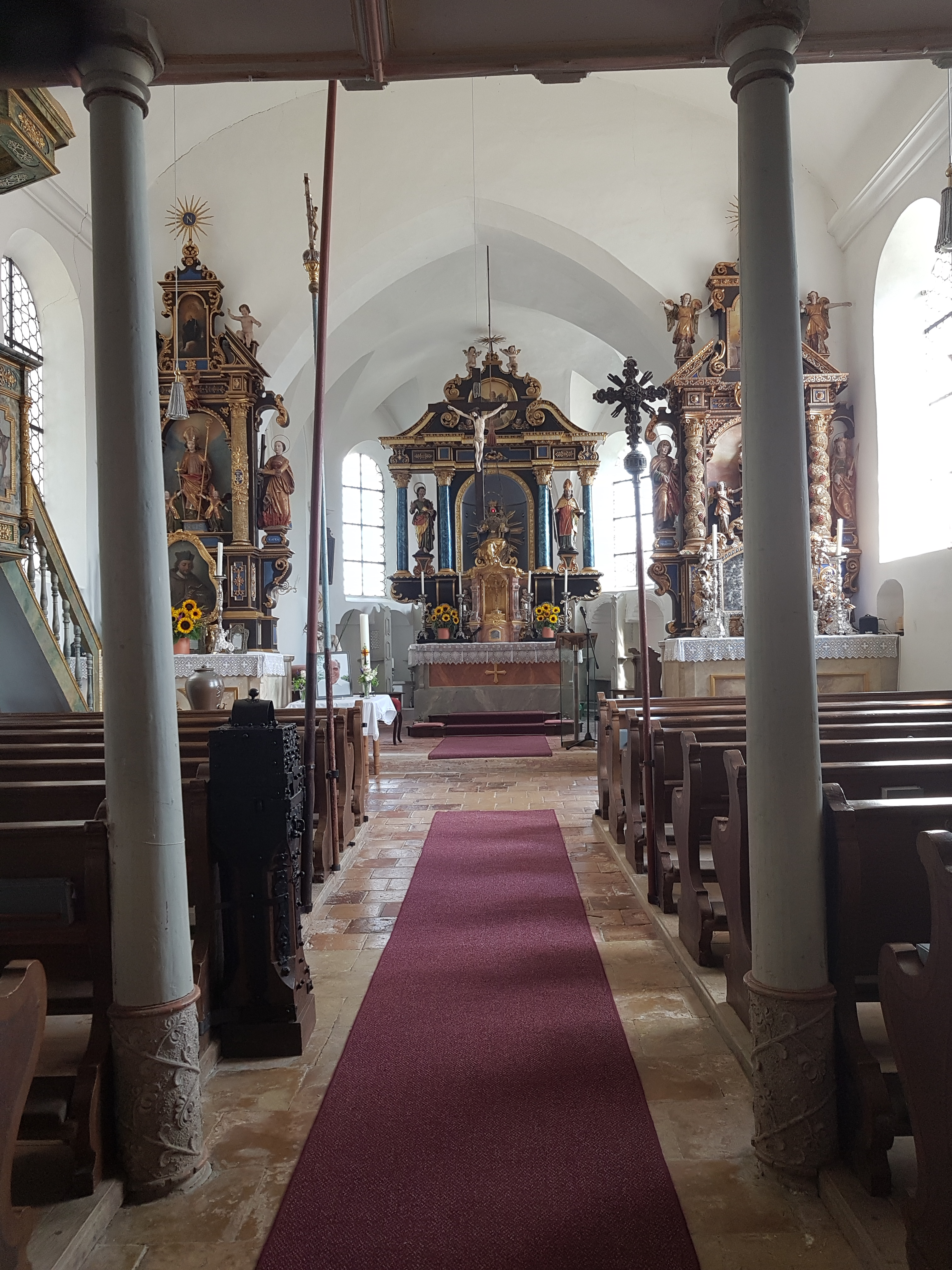
Innenansicht

Das romanische Portal und im Kern das Kirchenschiff stammen aus der Mitte des 15. Jahrhunderts, Mitte des 17. Jahrhunderts wurde die Kirche verlängert und umgebaut. Im Jahr 1991 erfolgte eine Sanierung.
Die Kirche umgibt ein Friedhof, der umschlossen ist von einer teilweise verputzten Bruchsteinmauer mit Deckplatten aus Tuff aus dem 18. Jahrhundert.

## Beschreibung und Ausstattung
An die barockisierte Saalkirche ist nördlich der Kirchturm mit Mansarddach angeschlossen. Der Chor ist eingezogen.
An den Altären befinden sich spätgotische Heiligenfiguren.